# Duckeodendron cestroides
Duckeodendron cestroides là loài thực vật có hoa trong họ Cà. Loài này được Kuhlm. mô tả khoa học đầu tiên năm 1925.